# Motocykl z bocznym wózkiem

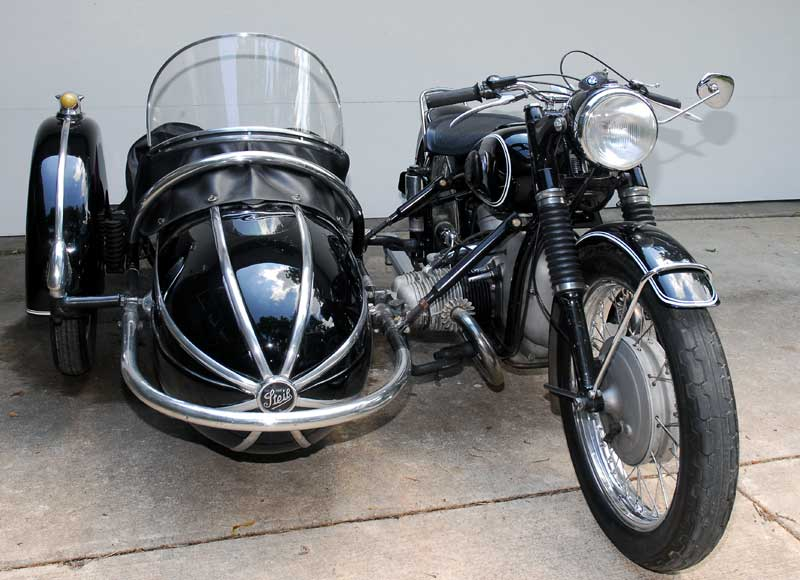
BMW R68 z roku 1954

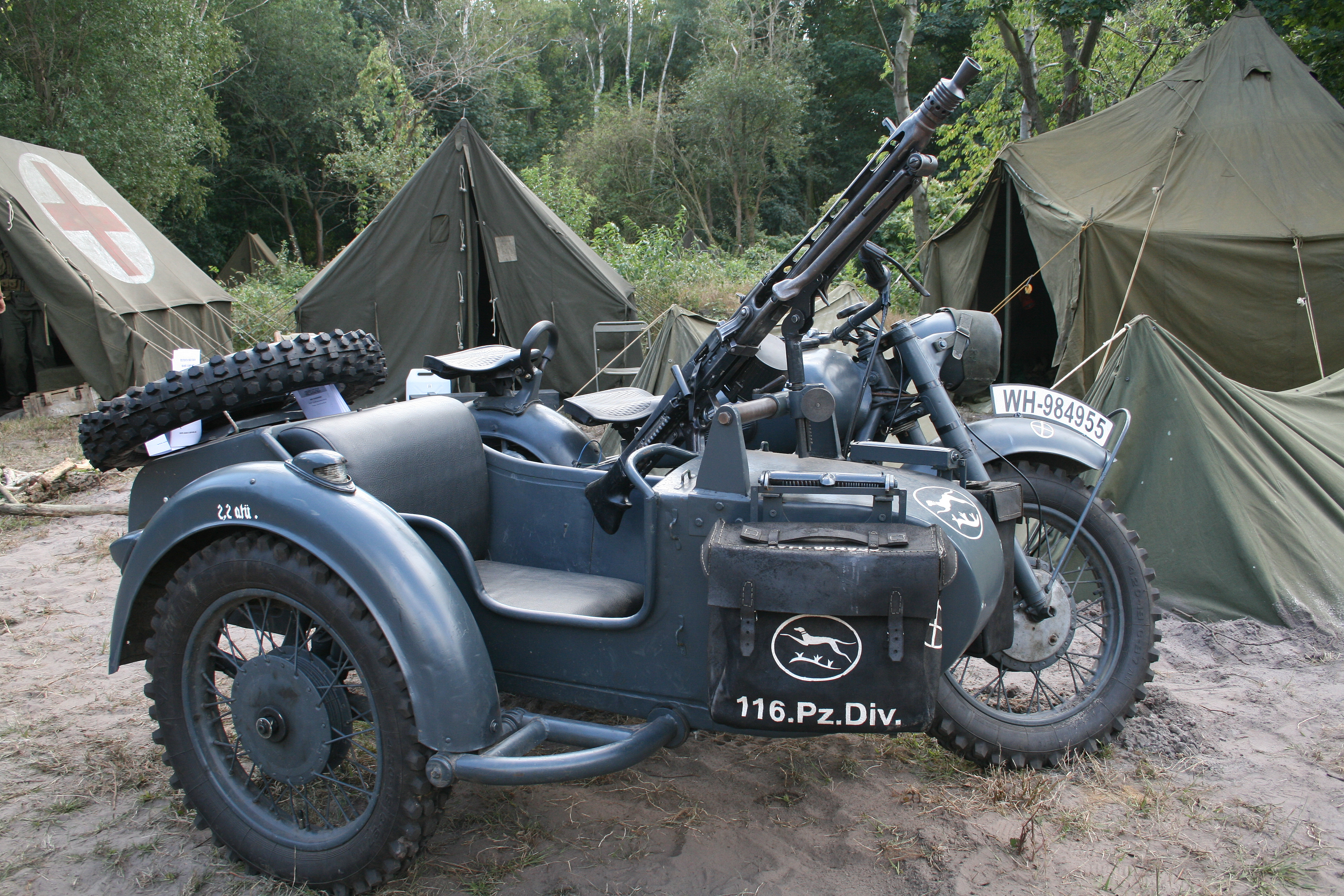
Motocykl Dniepr stylizowany na motocykl niemiecki z okresu drugiej wojny światowej.

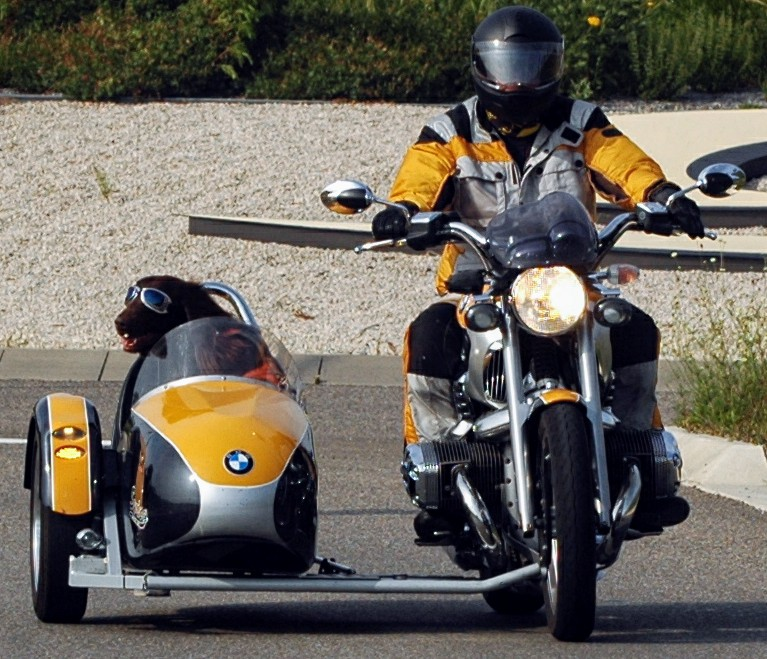
Współczesny motocykl BMW z wózkiem bocznym. W tym przypadku kierowca w wózku przewozi psa.

Motocykl z bocznym wózkiem – pojazd samochodowy wielośladowy zbudowany z motocykla (lub innego pojazdu jednośladowego, np. skutera) z zamontowanym sztywno z prawej lub lewej jego strony dodatkowym jednokołowym wózkiem z miejscem dla pasażera (niekiedy dwóch pasażerów) oraz  bagażu (lub jedynie z miejscem na bagaż bez przewidzianego siedzenia).
Motocykl z bocznym wózkiem umożliwia kierowcy przewożenie  pasażerów zarówno na tylnym siodełku motocykla, jak i w bocznym wózku. Jest więc pewną alternatywą dla niewielkiego samochodu, choć ze wszystkimi wadami motocykla (w tym: stosunkowo mała moc silnika pojazdu dodatkowo obciążonego masą wózka i pasażera; brak osłony przed czynnikami atmosferycznymi i przed skutkami kolizji, dla samochodu nawet niegroźnych; itp.) i z niektórymi tylko jego zaletami (stosunkowo niewielki ciężar; większa manewrowość niż samochód; na ogół niezbyt wygórowana cena; itp.). Dlatego też największa popularność motocykli z wózkiem bocznym przypadała na okres międzywojenny i pierwsze dekady powojenne, gdy społeczeństwa były mało zamożne, a samochody trudniej dostępne. Pojazdy tego typu wykorzystywane były chętnie w armiach wielu krajów, zwłaszcza w okresie II wojny światowej. Niemiecki Wehrmacht, a w mniejszym stopniu armia radziecka, polska i francuska, wyposażone były w motocykle z bocznym wózkiem, w których siedzący obok kierowcy pasażer obsługiwał karabin maszynowy, dzięki czemu uzyskiwano szybko przemieszczające się po polu walki pododdziały zdolne do skutecznego rażenia piechoty przeciwnika lub pełnienia zadań rozpoznawczych. Część motocykli tego typu miała napęd dodatkowo przenoszony na koło wózka, co zwiększało możliwości jazdy w terenie oraz bieg wsteczny zwiększający manewrowość. Pojazd ten, będąc tanim, lekkim i zwrotnym, skutecznie konkurował z samochodami terenowymi z tego samego okresu w rodzaju Willysa. Obecnie motocykle z bocznym wózkiem rozpowszechnione są w tych rejonach świata, których mieszkańcy nie są dostatecznie zamożni, by kupić sobie samochód, a także w okolicach, w których sieć dróg jest niezbyt dobrze rozwinięta, lub ich jakość – niewystarczająca. Do zadań militarnych (np. ochrony granic) motocykle z wózkiem wykorzystuje obecnie przede wszystkim Rosja.
Motocykle z bocznym wózkiem w wersji przystosowanej do wyścigów (szosowych, torowych i terenowych) są skonstruowane w ten sposób, by jadący obok kierowcy pasażer mógł – balansując na zakrętach własnym ciałem – łatwo przemieszczać się daleko na prawo lub lewo (w zależności od zakrzywienia pokonywanego zakrętu: na zakrętach w lewo – na lewą stronę, na zakrętach w prawo – na prawą, jak na fotografii obok z Isle of Man TT Race na wyspie Man) i w ten sposób kompensować skutki siły odśrodkowej działającej na pojazd i zmierzającej do jego wywrócenia.

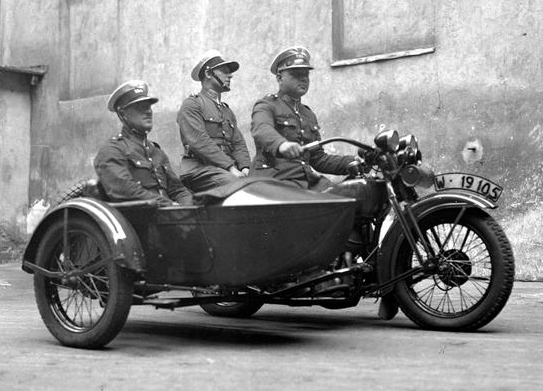
Patrol przedwojennej polskiej Policji drogowej z 1932 roku.
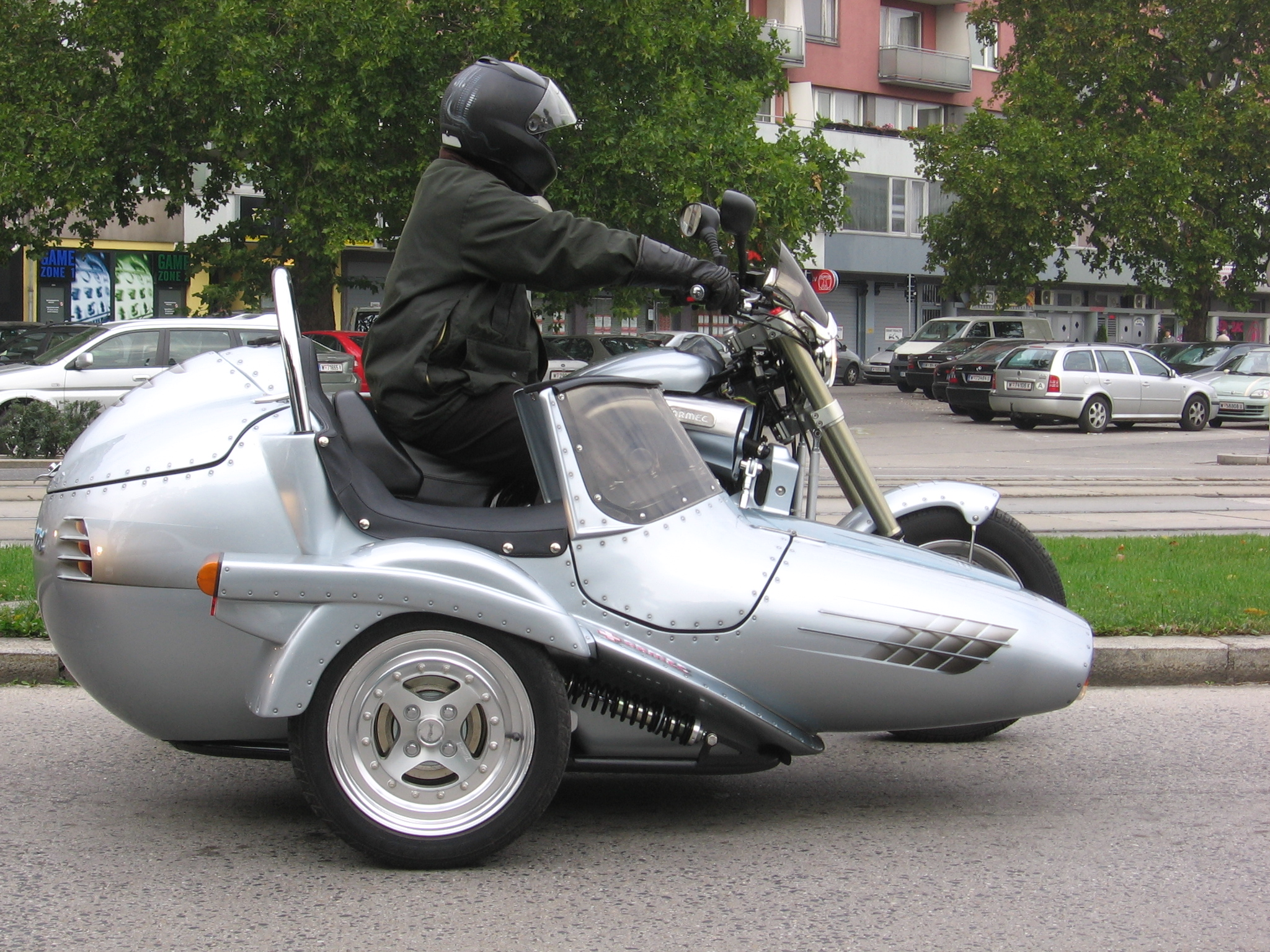
wersja turystyczna
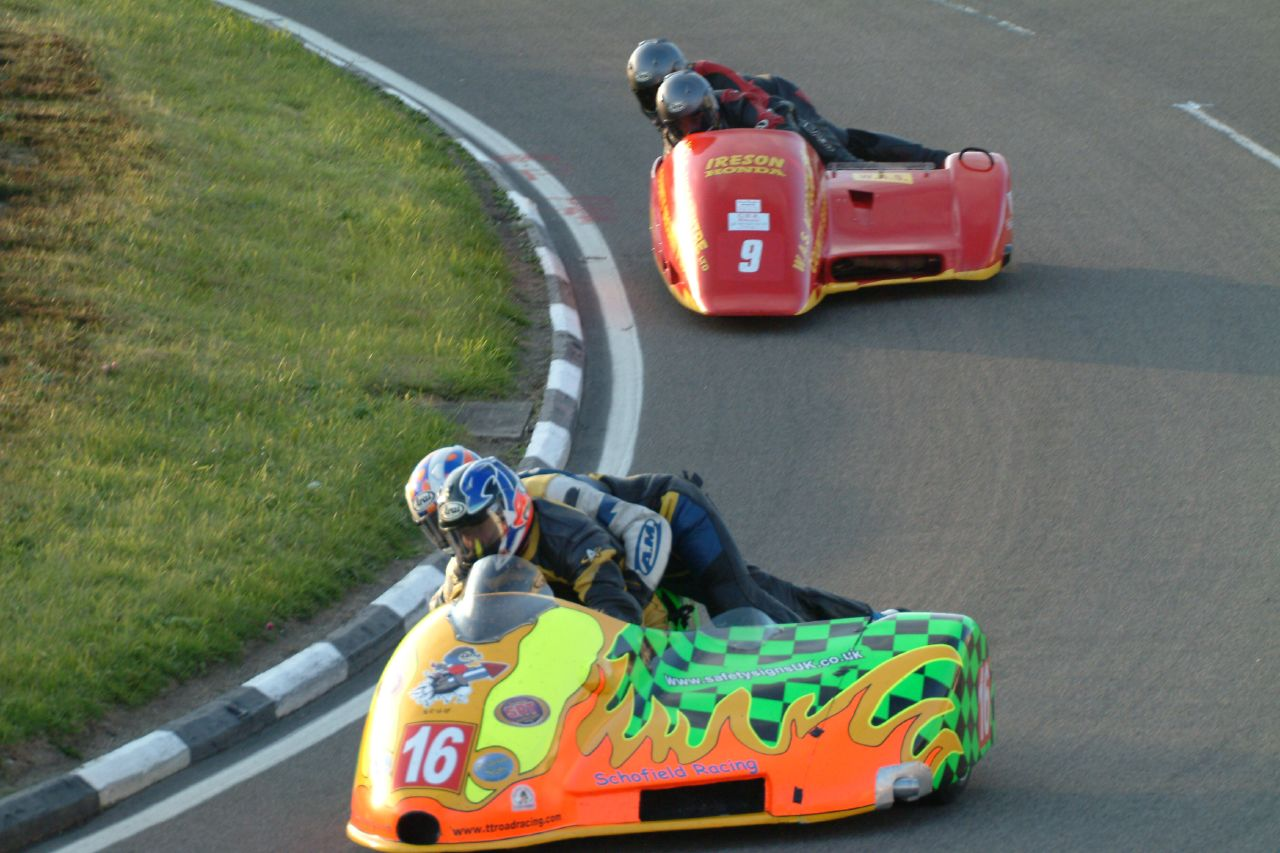
wyścig na Wyspie Man
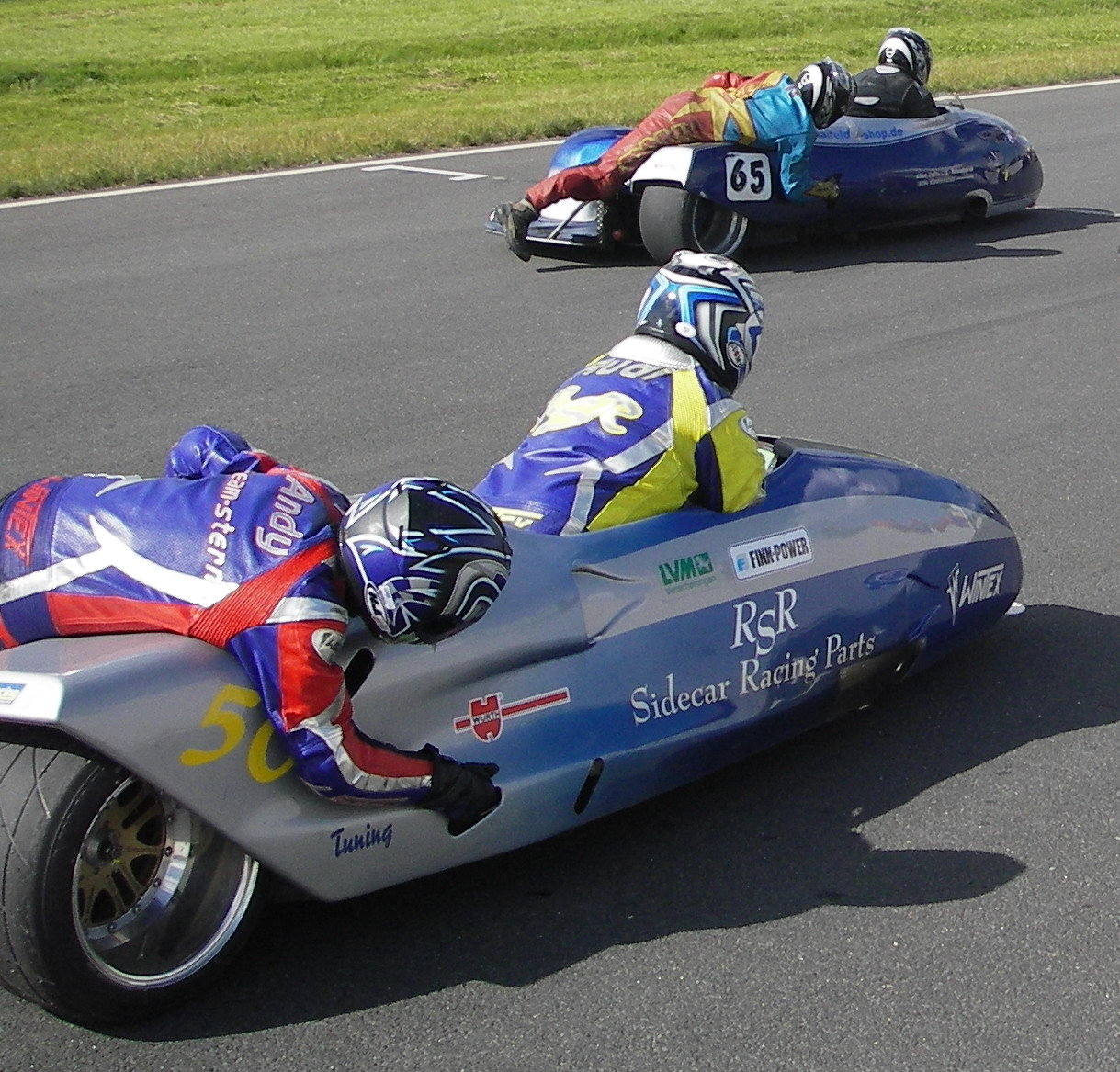
wyścig na torze
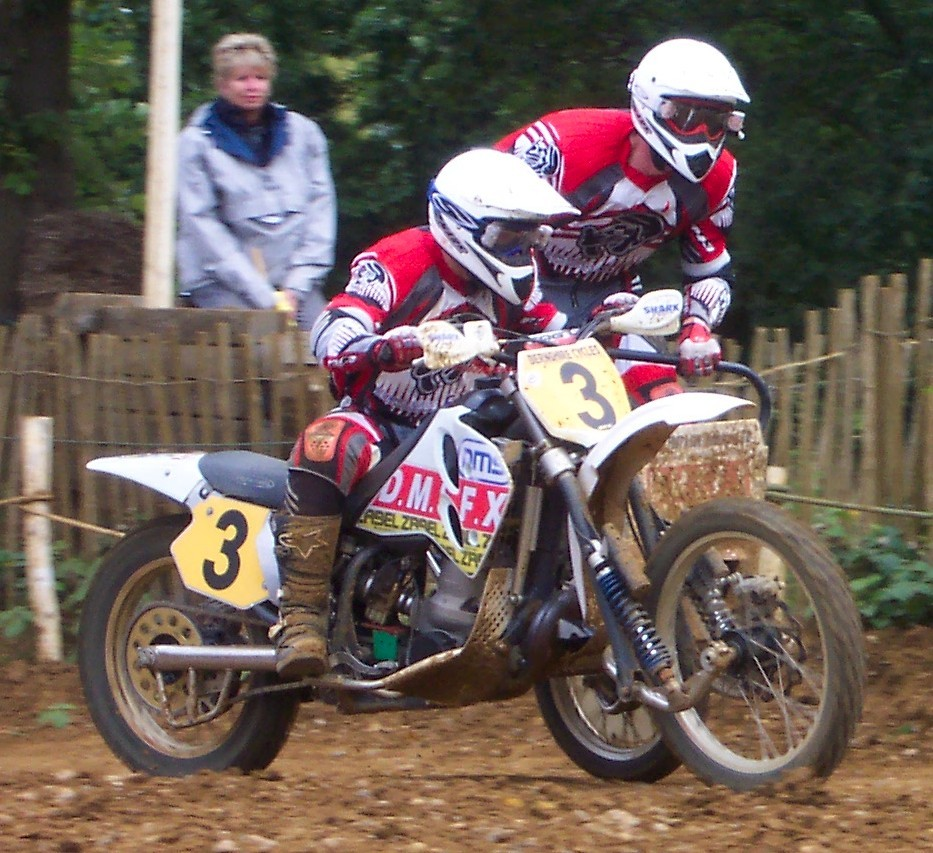
motocross